# Čepikuće
Čepikuće falu Horvátországban, Dubrovnik-Neretva megyében. Közigazgatásilag Dubrovačko primorje községhez tartozik.

## Fekvése
A Dubrovnik városától légvonalban 30, közúton 44 km-re, községközpontjától légvonalban 8, közúton 10 km-re északnyugatra a tengermelléken, a hercegoviai határ mellett fekszik.

## Története
Čepikuće területe már ősidők óta lakott. Az itt élt első ismert nép az illírek voltak, akik az i. e. 2. évezredtől fogva éltek itt magaslatokon épített erődített településeken és kövekből rakott halomsírokba temetkeztek. Halomsírjaikból több mint húsz található a település határában is. Az illírek i. e. 35-ig uralták a térséget, amikor Octavianus hadai végső győzelmet arattak felettük. A Nyugatrómai Birodalom bukása után 493-tól a keleti gótok uralták a területet. 535-ben Dalmáciával együtt a Bizánci Császárság uralma alá került. A horvátok ősei a 7. században érkeztek Dalmáciába és csakhamar megalapították első településeiket. Ezek elsőként a termékeny mező melletti, ivóvízzel rendelkező helyeken alakultak ki. A Dubrovniki tengermellék hét plébániájával Zahumljéhez tartozott, a zsupán a nyugatra fekvő Ošljéban székelt egészen az 1241-ben bekövetkezett tatárjárásig.
Ezután a zsupán Slanóba települt át és ez a település lett az egész Dubrovniki tengermellék központja. 1399-ben a Dubrovniki tengermellékkel együtt Čepikuće is a Raguzai Köztársaság része lett, amely 1500 aranydukátért megvásárolta Ostoja bosnyák királytól. Az eredeti megállapodás szerint Čepikuće még nem tartozott volna a köztársasághoz, de hamarosan újabb megállapodás született Radić Stanković zahumljei herceggel ennek a településnek az átadásáról is. A lakosság azonban, mely addig szabad nomád életet élhetett nem akarta elfogadni a raguzai uralmat. Ez vezetett az első, gyászos kimenetelű čepikućei parasztfelkeléshez, melyhez több tengermelléki település elnyomott jobbágyai is csatlakoztak. A felkelést a hatalom véresen verte le. Később a török határ közelsége miatt számos menekült érkezett ide, akik a határ túloldalán védelmet reméltek. Egy időben maga a trebinjei püspök is itt talált menedéket a török hatóságok elől. Sajnos a menedékkérők között sok rabló is akadt és korabeli krónikák is feljegyzik a sok fosztogatást.
A Raguzai Köztársaság bukása után 1806-ban Dalmáciával együtt ez a térség is a köztársaságot legyőző franciák uralma alá került, de Napóleon bukása után 1815-ben a berlini kongresszus Dalmáciával együtt a Habsburgoknak ítélte. A környező településekhez hasonlóan a lakosság többsége szegénységben élt, megélhetési forrása a mezőgazdaság és az állattartás volt. A településnek 1857-ben 292, 1910-ben 317 lakosa volt. 1918-ban az új szerb-horvát-szlovén állam, majd később Jugoszlávia része lett. A délszláv háború során 1991. október 1-jén kezdődött a jugoszláv hadsereg (JNA) támadása a Dubrovniki tengermellék ellen. A háború során itt dúlt a Daidža tábornok és Mujan ezredes vezette horvát hadsereg és a jugoszláv haderő, valamint az őket támogató szerb szabadcsapatok közötti egyik legnagyobb csata, mely során a szerb erők nagy veszteségeket szenvedtek. 53 napi hősies védelmi harcok után a települést a szerb erők kifosztották és felégették, 1992. májusáig lényegében lakatlan volt. A háború után rögtön elkezdődött az újjáépítés. 1996-ban újabb csapásként földrengés okozott súlyos károkat. 1997-ben megalakult Dubrovačko primorje község, melynek Čepikuće is része lett. A településnek 2011-ben 63 lakosa volt, akik főként mezőgazdaságból, állattartásból éltek. Katolikus hívei a lisaci plébániához tartoztak.

## Népesség
| Lakosság változása | Lakosság változása | Lakosság változása | Lakosság változása | Lakosság változása | Lakosság változása | Lakosság változása | Lakosság változása | Lakosság változása | Lakosság változása | Lakosság változása | Lakosság változása | Lakosság változása | Lakosság változása | Lakosság változása | Lakosság változása |
| ------------------ | ------------------ | ------------------ | ------------------ | ------------------ | ------------------ | ------------------ | ------------------ | ------------------ | ------------------ | ------------------ | ------------------ | ------------------ | ------------------ | ------------------ | ------------------ |
| 1857               | 1869               | 1880               | 1890               | 1900               | 1910               | 1921               | 1931               | 1948               | 1953               | 1961               | 1971               | 1981               | 1991               | 2001               | 2011               |
| 292                | 275                | 289                | 312                | 325                | 317                | 335                | 289                | 272                | 284                | 276                | 214                | 145                | 115                | 95                 | 63                 |

## Nevezetességei
- A Szent Márton templom[4] falu elején található, a helyi temetőben található. Eredetileg késő ókori ókeresztény templom volt, később többször átépítették. Hosszúkás, egyhajós épület, amelynek hangsúlyos része a régi, félkupola boltozatos, belül patkó alakú apszis. Az apszis kívül trapéz alakú, melyet sekély és széles félköríves fülkék tagolnak. A templom apszisa a 6. századból származik, míg az épület korpuszában az építkezés egyéb fejlődési szakaszai láthatók a korai román kori adaptációtól a 19. századi bővítésig. Az apszis területén végzett helyreállítási munkálatok során megállapították, hogy a hajókról készült falfestmények sgraffito technikával készültek. Körülötte ősi temető fekszik 34 középkori sírkővel.[5]
- A Szent Rókus templom[6] a településen kívül, a Gradac nevű helyen található. Az épület egyhajós, kelet felé orientált, téglalap alakú apszissal. Nyugaton az oromzatos homlokzat két téglalap alakú, kőkeretes ablaknyílással van tagolva. A homlokzat egyíves harangdúccal és rajta kereszttel végződik. A harangdúc boltívébe az 1929-es évszám van bevésve, ami a templom renoválásáról tanúskodik. A templom bejárata a déli falban található. Belseje kőlapokkal van burkolva. A szentély dongaboltozatos, a hajó pedig famennyezetes. A templom szabályos kőtömbökből épült, tetőzetét kúpcseréppel fedték be. a templomtól délre a sziklába vájt felirat szerint 1617-ből származik, a 20. században történt átalakításokkal. Egy pestisjárvány után fogadalomból építették. 1929-ben és 1998-ban felújították. A templom melletti sziklában bosnyák nyelvű bevésett felirat látható, mely a 17. század elején dúlt pestisjárványról emlékezik meg.
- A Libobulja-hegy tetején álló Szent Illés templom késő középkori épület.
- Az Andrijašević-torony négyszög alaprajzú épülete egy négyszögletes udvart kerít be. A bejárat felett puskalőrések, a falban pedig olyan nyílások találhatók, ahonnan támadás esetén forró olajat és köveket zúdítottak az ostromlók nyakába.
- Pasarić-torony és ciszternája.
- Illír halomsírok a település határában.

## Gazdaság
A helyi gazdaság a mezőgazdaságon alapul, mellette az állattartás jelentős.